# Cadulus thielei
Cadulus thielei är en blötdjursart som beskrevs av Plate 1908. Cadulus thielei ingår i släktet Cadulus och familjen Gadilidae.
Artens utbredningsområde är Södra Ishavet. Inga underarter finns listade i Catalogue of Life.